# Olszewka (Ciechanów)
Pour les articles homonymes, voir Olszewka.
Olszewka (prononciation : [ɔlˈʂɛfka]) est un village polonais de la gmina de Sońsk dans le powiat de Ciechanów de la voïvodie de Mazovie dans le centre-est de la Pologne.
Il se situe à environ 6 kilomètres au nort-est de Sońsk (siège de la gmina), 11 kilomètres au sud-est de Ciechanów (siège du powiat) et à 69 kilomètres au nord de Varsovie (capitale de la Pologne).
Le village possède une population de 118 habitants en 2006.

## Histoire
De 1975 à 1998, le village appartenait administrativement à la voïvodie de Ciechanów.